# Харитонова Надія Павлівна
Надія Павлівна Харитонова (нар. 15 квітня 1958) — українська радянська діячка, доярка колгоспу «Комінтерн» Деражнянського району Хмельницької області. Депутат Верховної Ради СРСР 11-го скликання.

## Біографія
Освіта середня. Член ВЛКСМ.
З 1974 року — телятниця, з 1975 року — доярка колгоспу «Комінтерн» Деражнянського району Хмельницької області.
Потім — на пенсії в селі Підлісне Деражнянського району Хмельницької області.